# 紀元前389年
紀元前389年（きげんぜん389ねん）は、ローマ暦の年である。
当時は、「ポプリコラ、カピトリヌス、エスクイリヌス、マメルキヌス、コルネリウス、アルビヌスが執政武官に就任した年」として知られていた（もしくは、それほど使われてはいないが、ローマ建国紀元365年）。紀年法として西暦（キリスト紀元）がヨーロッパで広く普及した中世時代初期以降、この年は紀元前389年と表記されるのが一般的となった。

## 他の紀年法
- 干支 : 壬辰
- 日本
  - 皇紀272年
  - 孝安天皇4年
- 中国
  - 周 - 安王13年
  - 秦 - 恵公11年
  - 晋 - 烈公27年
  - 楚 - 悼王13年
  - 斉 - 康公16年
  - 燕 - 簡公26年
  - 趙 - 武公11年
  - 魏 - 武侯7年
  - 韓 - 烈侯11年
- 朝鮮
  - 檀紀1945年
- ベトナム :
- 仏滅紀元 : 156年
- ユダヤ暦 :

## できごと

### ギリシア
- スパルタ王アゲシラオス2世が率いるスパルタ遠征軍は、コリンティアコス湾を渡って反スパルタ同盟に加わっていたアカルナニアを攻撃した。アゲシラオスは、最後には敵を会戦に引き出し、アカルナニ勢を潰走させた。
- アテナイの将軍トラシュブロスが、三段櫂船の艦隊を率い、エーゲ海の諸都市からの献納を集め、民主派の政権がスパルタと戦っていたロドス島の救援に向かった。この遠征中に、トラシュブロスはビュザンティオンを陥れ、ヘレスポントス（ダーダネルス海峡）を通る船に課税し、エーゲ海の島々の多くから献納を集めた。

### 中国
- 秦が晋に侵攻した。
- 斉の田和が魏や楚や衛と濁沢で会盟し、諸侯となることを求めた。
- 楚の令尹（宰相）呉起が、政治、行政、軍制改革に着手し、最初の一連の法令を定めた。呉起は、この国から腐敗を一掃し、特権を制限しようと取り組んでおり、それに反発していた楚の高官や貴族たちは呉起への怒りや不信を高めた。呉起は、最後には紀元前381年の悼王の葬儀の際に暗殺されたが、暗殺者たちは直後に即位した粛王によって一族もろとも処刑された。
- 歴史書『春秋』の代表的な注釈書で、左丘明という盲目の歴史家の作とされる『春秋左氏伝』が、この年までに成立した（より古い可能性がある）。